# 文档自动化
文档自动化是指用计算机自动的采集数据，并合并生成预定义格式文档的技术。这个不仅仅是把多个文档合并到一起这么简单。它往往是一套设计用于将一系列文档和相关的外部数据通过一定的流程控制装配到一起，产生新文档的系统。
一个文档自动化系统能够自动地填充文档中的所有条件文本、变量值、和数据。这种系统可以使得企业将数据录入工作最小化，减少审阅次数，和引入人为错误的风险。通过计算机高效自动地生成处理这些机构的标准业务文档，使得用户可以简单快速地生成正式、精确、规范的文档文书。
该技术可广泛运用于需要大批量处理（打印或者分发）文书文档的场景中。 比如政府机构、法律机构、中介事务机构、合同公证机构等。 

## 文档自动化产业的历史
文档自动化技术最初出现于上世纪七十年代晚期。最初的目的是为了节省在手工方式下填写大量重复文档所花费的巨大人力劳动。当时一般是以预定义的模板为核心的系统，用户在这个系统的驱动下回答一系列的问题或输入数据。系统收集到用户输入的数据并填入文档，从而使用户得到一个简易的草案文档。现在的文档自动化系统在这个基础上一般还提供一些更高级的功能，比如允许用户不需要写任何程序代码就可以建立他们自己的数据模型和问答规则。

## 文档自动化软件
文档自动化系统的主要用户是在政府部门，法律机构，金融机构，风险评估机构，还有其他在业务过程中需要大量事务性文档的行业。用一个比较直观的例子来解释文档自动化软件的用途就是商业贷款的相关文档。一个典型的商业贷款业务可能涉及如下的一系列文档材料：
- 抵押物证明文件
- 贷款用户证明文件
- 借款申请书
- 贷款合同

这些文档/文件有的可能会非常长，并且其中可能有很多动态数据字段和可选条款。因此文档自动化软件可以自动的从外部系统中取出业务数据并且正确地填写到文档中去。有些文档自动化系统还提供将一系列相关文档打包成一个文件，这样可以使得以后的维护和协作更加方便和快速。
提供文档自动化软件系统的公司包括Exari，HotDocs，IMDS Group ，及中國的华锐科技，艾捷门等。

## 相关链接
- Exari公司网站 （页面存档备份，存于）
- Hotdocs公司网站 （页面存档备份，存于）
- imds group公司网站 （页面存档备份，存于）
- 艾捷门软件公司
- 华锐科技公司网站 （页面存档备份，存于）